# Tabagie (festin)
Pour les articles homonymes, voir Tabagie.

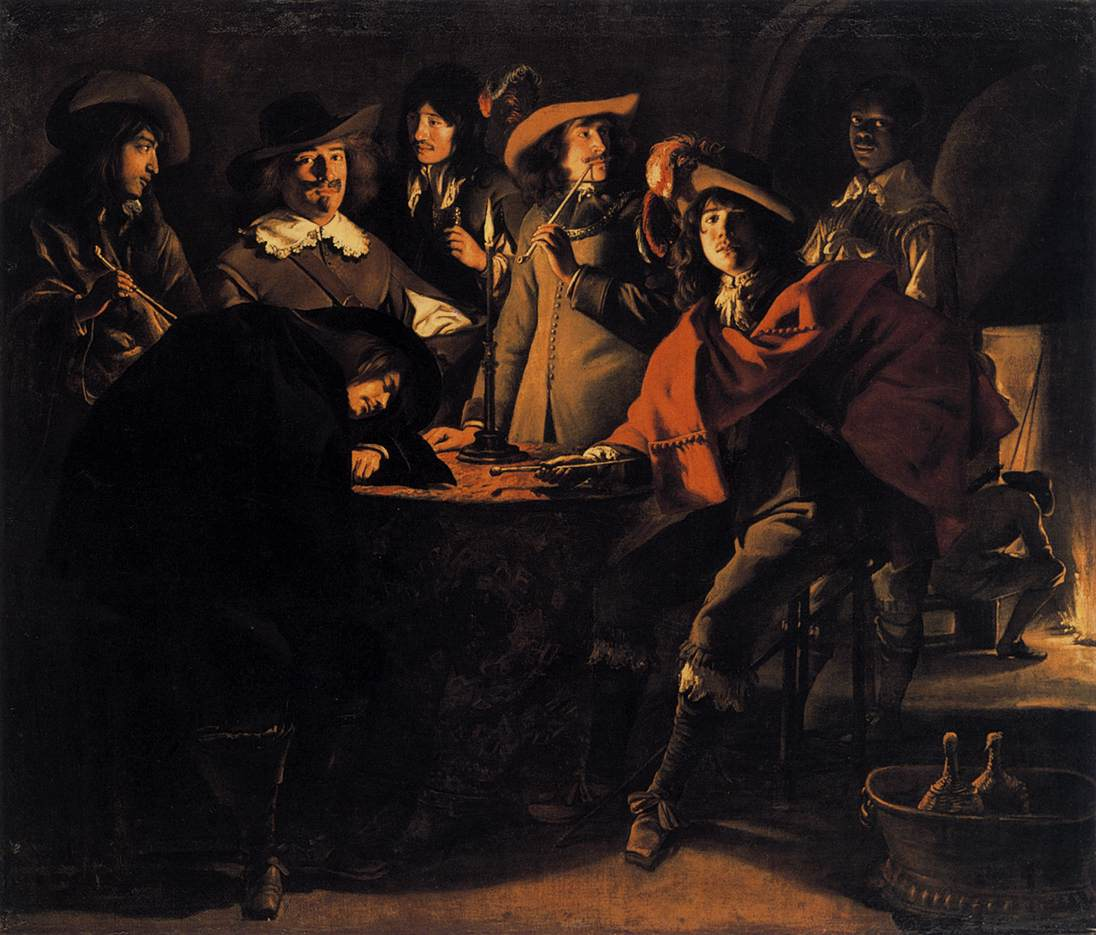
La Tabagie (1737), peinture à l'huile sur toile du peintre français Jean Siméon Chardin, conservée au musée du Louvre à Paris.

Une tabagie est un mot micmac, que l'on trouve dans les descriptions solennelles de festins en Nouvelle-France et qui a pu subsister par la suite.  Les tribus autochtones organisaient des  tabagies pour souligner des événements importants, tels la mort imminente d'un de leurs chefs ou une grande victoire. 

« Quand Champlain et ses compagnons arrivèrent sur la Pointe, les Indiens étaient en train de faire tabagie. Ils fêtaient une récente victoire remportée sur les Iroquois [...] Puis, le festin se continua : on mangea, on chanta et l'on dança jusques près du matin. »

— Damase Potvin
« [...] Le festin de la victoire se poursuivit et l’on consomma de huit à dix grandes marmites de viande d’orignal, d’ours, de phoque, de castor et de gibier d’eau. Le lendemain, Anadabijou transporta ses gens en canots jusqu’à Tadoussac où, quelque deux semaines plus tard, ils recommencèrent la fête en compagnie de leurs alliés algonquins et etchemins. »